# کلی اسنتر (نبراسکا)
کلی اسنتر(به انگلیسی: Clay Center) شهری در ایالت نبراسکا کشور ایالات متحده آمریکا است که جمعیت آن در سرشماری سال ۲۰۱۰ میلادی، ۷۶۰ نفر بوده‌است.